# Kuckumer Straße 21 (Mönchengladbach)

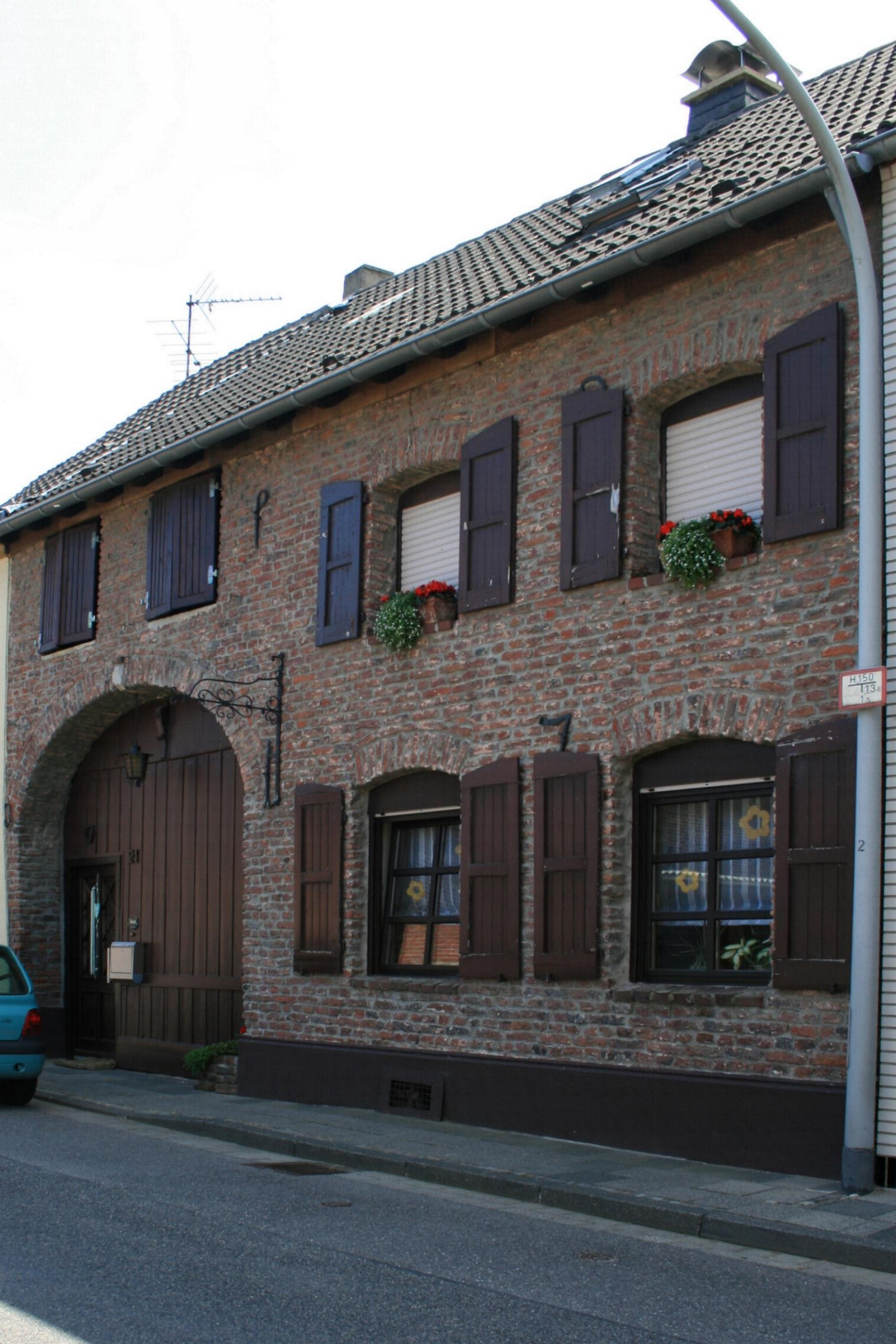
Wohnhaus, vor 2011

Das Wohnhaus Kuckumer Straße 21 steht im Stadtteil Wanlo in Mönchengladbach (Nordrhein-Westfalen).
Das Gebäude wurde Mitte des 19. Jahrhunderts erbaut. Es wurde unter Nr. K 037  am 13. September 1988 in die Denkmalliste der Stadt Mönchengladbach eingetragen.

## Architektur
Es handelt sich um ein zweigeschossiges Traufenhaus von drei ungleichwertigen Achsen mit einem Satteldach in Betonziegeldeckung und linksseitiger Toreinfahrt. Der queraufgeschlossene Fachwerkbau ist zur Straßenseite in Backstein erneuert. Zwei Mauersplinte in der Fassade in Form der Ziffern 1 und 7 (rudimentäre Datierung) sowie die für den in der Region spezifischen traufständigen Bauernwohnhaustyp ungewöhnlich geringe Achsenzahl lassen darauf schließen, dass vom ursprünglichen Bestand die rechte Hälfte -das heutige Nachbarhaus- abgeteilt wurde.
In der rechten Gebäudehälfte in jedem Geschoss zwei stichbogig überdeckte Fensteröffnungen mit Sohlbänken; die des Obergeschosses von abnehmender Höhe. Oberhalb der Tordurchfahrt zwei scheitrecht überspannte, später eingebrochene Fensteröffnungen. Die mit scheitrechtem Sturz abschließende Toreinfahrt lässt noch die ursprünglich rundbogige und mit Schlussstein besetzte Originalöffnung erkennen. Die Tordurchfahrt sowie die Rückfront des Hauses haben sich in Fachwerkkonstruktion mit verputztenen Ausfachungen erhalten.
Innerhalb des weitgehend ursprünglichen Gefüges in der Durchfahrt ein kräftiger Querbalken mit der Inschrift „Anno MRA 1681“. Ob diese Datierungsinschrift dem tatsächlichen Baujahr entspricht, oder ob dieser Balken hier „wiederverwendet“ wurde, ist nicht definitiv zu beurteilen. Die Fenster an der Rückfront sind in unregelmäßiger Gliederung in nicht ursprünglicher Größe angeordnet; die Tordurchfahrt durch Mauerwerk bzw. Holzverblendung geschlossen und als Wohnraum (mit Abgang zum Gewölbekeller) genutzt. Zur linken Seite hin wird der Hofraum durch eine hohe Backsteinmauer, zur rechten durch einen eingeschossigen Anbau der 1840er Jahre geschlossen. Wie dieser Anbau gehört auch der dem Wohnhaus gegenüberliegende Fachwerkbau (Nr. 23) nicht zur denkmalwerten Substanz.